# Artiom Rebrov
Artiom Guennadievitch Rebrov (en russe : Артём Геннадьевич Ребров), né le 4 mars 1984 à Moscou en Russie, est un footballeur international russe, qui a évolué au poste de gardien de but au niveau professionnel de 2007 à 2021.
Il remporte le Prix du meilleur gardien de Russie décerné par l'hebdomadaire Ogoniok en 2015.

## Biographie

### Carrière en club
Artiom Rebrov est issu du centre de formation du Dynamo Moscou. Entre 2005 et 2007, il joue pour l'équipe réserve du Saturn Ramenskoïe en troisième division. Il est prêté à l'Avangard Koursk en deuxième division. En 2008, il est prêté au Tom Tomsk en Premier-Liga. Le 27 septembre 2008, il fait ses débuts en Premier-Liga contre le CSKA Moscou. Il entre à la 42e minute de la rencontre, à la place de Sergei Pareiko.
La saison suivante, il fait son retour au Saturn. Le 29 mai 2009, lors de la 11e journée du championnat, il a fait ses débuts contre l'Amkar Perm. Le 2 mai 2010, lors de son deuxième match, il reçoit un carton rouge à la 25e minute, il a touché le ballon hors de la surface de réparation. Le 13 janvier 2011, il rejoint le Chinnik Iaroslavl en deuxième division, où il devient le gardien titulaire, et attire l'attention du Spartak.
Le 23 août 2011, il rejoint le Spartak Moscou. Le 23 octobre 2012, il fait ses débuts en Ligue des champions contre le Benfica Lisbonne. Lors de la saison 2014-15, il devient le gardien titulaire et le nouveau capitaine du club. En septembre 2014, il prolonge son contrat avec le Spartak jusqu'en 2018. À la fin de la saison, il est élu meilleur gardien du championnat.
Lors de la saison 2015-16, il commence la saison comme titulaire. À la fin de la saison, Sergueï Pesiakov prend sa place dans les buts, en raison d'un certain nombre d'erreurs. Avant le début de la saison suivante, il perd le brassard de capitaine, et devient le vice-capitaine. Il redevient le gardien titulaire.
Avec le club du Spartak Moscou, Artiom Rebrov dispute deux matchs en Ligue des champions, et deux matchs en Ligue Europa.
Le 8 novembre 2021, Rebrov annonce mettre un terme à sa carrière à l'âge de 37 ans et se reconvertit dans un rôle de coordinateur technique au Spartak Moscou.

### Carrière internationale
Artiom Rebrov compte une sélection avec l'équipe de Russie en 2015,.
Il est convoqué pour la première fois en équipe de Russie par le sélectionneur national Leonid Sloutski, pour un match amical contre la Croatie le 17 novembre 2015. Il entre à la 46e minute de la rencontre, à la place d'Iouri Lodyguine. La rencontre se solde par une défaite 3-1 des Russes.

## Palmarès
Spartak Moscou
- Championnat de Russie : 2017

## Statistiques

### Statistiques en club
| Saison                | Club                   | Championnat           | Championnat | Championnat | Coupe(s) nationale(s) | Coupe(s) nationale(s) | Compétition(s) continentale(s) | Compétition(s) continentale(s) | Compétition(s) continentale(s) | Total | Total |
| Saison                | Club                   | Division              | M.          | B.          | M.                    | B.                    | Comp.                          | M.                             | B.                             | M.    | B.    |
| 2007                  | Avangard Koursk (prêt) | D2                    | 7           | 0           | -                     | -                     | -                              | -                              | -                              | 7     | 0     |
| 2008                  | Tom Tomsk (prêt)       | D1                    | 1           | 0           | -                     | -                     | -                              | -                              | -                              | 1     | 0     |
| 2009                  | Saturn Ramenskoïe      | D1                    | 1           | 0           | 1                     | 0                     | -                              | -                              | -                              | 2     | 0     |
| 2010                  | Saturn Ramenskoïe      | D1                    | 7           | 0           | 1                     | 0                     | -                              | -                              | -                              | 8     | 0     |
| 2011-2012             | Chinnik Iaroslavl      | D2                    | 21          | 0           | 2                     | 0                     | -                              | -                              | -                              | 23    | 0     |
| Sous-total            | Sous-total             | Sous-total            | 37          | 0           | 4                     | 0                     | -                              | -                              | -                              | 41    | 0     |
| 2011-2012             | Spartak Moscou         | D1                    | 8           | 0           | 1                     | 0                     | -                              | -                              | -                              | 9     | 0     |
| 2012-2013             | Spartak Moscou         | D1                    | 4           | 0           | 1                     | 0                     | C1                             | 2                              | 0                              | 7     | 0     |
| 2013-2014             | Spartak Moscou         | D1                    | 8           | 0           | 1                     | 0                     | -                              | -                              | -                              | 9     | 0     |
| 2014-2015             | Spartak Moscou         | D1                    | 28          | 0           | 1                     | 0                     | -                              | -                              | -                              | 29    | 0     |
| 2015-2016             | Spartak Moscou         | D1                    | 24          | 0           | 2                     | 0                     | -                              | -                              | -                              | 26    | 0     |
| 2016-2017             | Spartak Moscou         | D1                    | 28          | 0           | -                     | -                     | C3                             | 2                              | 0                              | 30    | 0     |
| 2017-2018             | Spartak Moscou         | D1                    | 9           | 0           | 1                     | 0                     | C1+C3                          | 2+1                            | 0                              | 13    | 0     |
| 2018-2019             | Spartak Moscou         | D1                    | 3           | 0           | 2                     | 0                     | -                              | -                              | -                              | 5     | 0     |
| 2019-2020             | Spartak Moscou         | D1                    | 1           | 0           | 1                     | 0                     | -                              | -                              | -                              | 2     | 0     |
| 2020-2021             | Spartak Moscou         | D1                    | -           | -           | 1                     | 0                     | -                              | -                              | -                              | 1     | 0     |
| Sous-total            | Sous-total             | Sous-total            | 113         | 0           | 11                    | 0                     | -                              | 7                              | 0                              | 131   | 0     |
| Total sur la carrière | Total sur la carrière  | Total sur la carrière | 160         | 0           | 15                    | 0                     | -                              | 7                              | 0                              | 182   | 0     |